# Вернон (Индиана)
Вернон (англ. Vernon) — город и административный центр округа Дженнингс в штате Индиана в Соединённых Штатах Америки.
Согласно данным переписи населения США 2020 года число жителей города 
составляло 236 человек, что, для такого небольшого населённого пункта, существенно меньше (− 25.8%), чем было во время предыдущей переписи проводившейся в 2010 году (318 человек). Вернон самый малонаселённый административный центр в штате Индиана.

## История
Поседение было названов честь Маунт-Вернон — поместья Джорджа Вашингтона в Виргинии. Первое отделение Почтовой службы США было основано в этих местах в 1817 году.

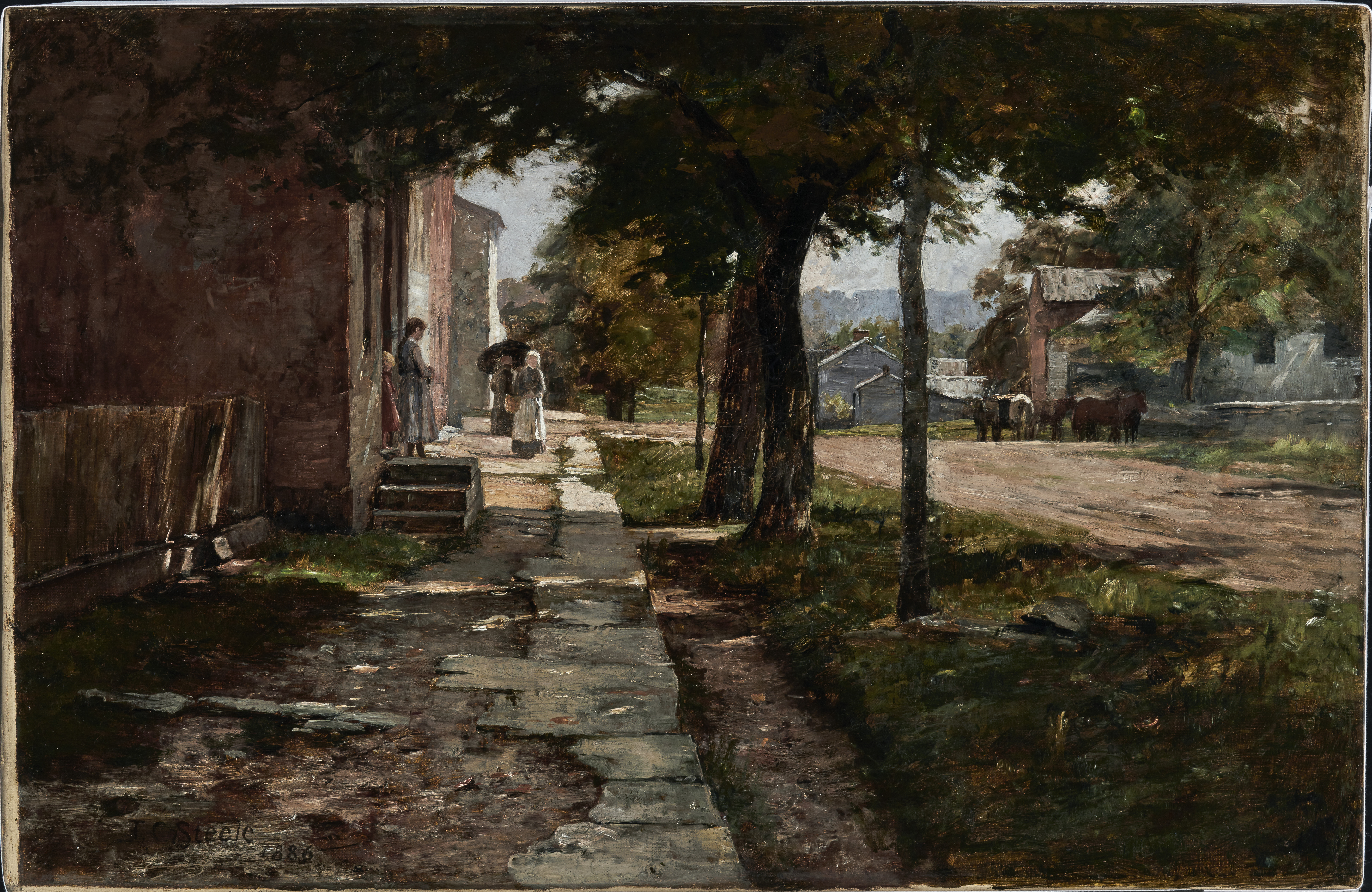
«Улица в Верноне»
(художник С. Т. Клемент; 1886)

11 июля 1863 года во время Рейда Моргана в ходе Гражданской войны в США 178 солдат Союза и около ста местных ополченцев сумели остановить кавалеристов генерала Джона Ханта Моргана и сдерживали их до подхода подкрепления. В конечном итоге Морган отступил на юг к Дюпону так и не сумев войти в Вернон.
Вернон — единственный город в Индиане с выборным мэром и выборным городским маршалом. По состоянию на 2025 год мэром является Уэйн Замора (англ. Wayne Zamora), а маршалом — Бритт Бургмайер (англ. Britt Burgmeier).
Несколько архитектурных объектов города (включая исторический район Вернона) занесены в Национальный реестр исторических мест США.

## География
Город расположен к югу от гораздо более крупного Северного Вернона на полуострове и почти окружен рекой Маскататак. 
Согласно данным Бюро переписи населения США от 2010 года, общая площадь Вернона составляет 0,24 квадратных мили (0,62 км2), вся территория представляет собой сушу.